# Elektrische Viktoria

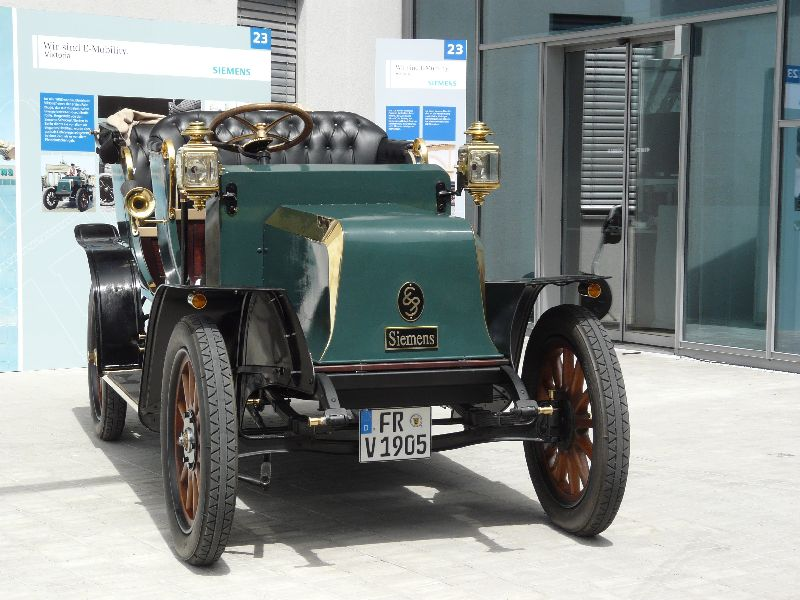
„Elektrischen Viktoria“ ricostruita, 2010

La Elektrische Viktoria fu una automobile elettrica costruita dalla Siemens-Schuckertwerke dal 1905 a Berlino.

## Storia
Il veicolo fu pensato come Touring e Hoteltaxi, anche come piccolo pulmino e veicolo commerciale.
La velocità raggiungibile era di 30 km/h. Il motore elettrico funzionava con voltaggio di 88 Volt e amperaggio di 40 Ampere, per una potenza di 3520 Watt, e ca. 4,8 HP. L'autonomia era di 60 km, e con batterie più grandi di 80 Km.
La costruzione avvenne nella fabbrica berlinese Siemens-Schuckertwerke. Gli esemplari prodotti furono tra i 30 e 50, senza certezza documentale. Il prezzo tra gli 11.000 e 17.500 Goldmark.
Nel 2010 la Siemens ricostruì il veicolo secondo disegni originali dell'epoca. Il peso è di 1530 kg, di cui batterie 480 kg. Il veicolo venne presentato il 30 aprile 2010 a Berlino.